# Ceriantheopsis americana
Espèce
Ceriantheopsis americana est une espèce de cnidaires de la famille des Cerianthidae.

## Systématique
Le nom valide complet (avec auteur) de ce taxon est Ceriantheopsis americana (Agassiz in Verrill, 1864).
L'espèce a été initialement classée dans le genre Cerianthus sous le protonyme Cerianthus americanus Agassiz in Verrill, 1864.
Ceriantheopsis americana a pour synonyme :
- Cerianthus americanus Agassiz in Verrill, 1864